# Венес
Венес (на шведски: Vännäs) е град в североизточна Швеция, лен Вестерботен. Главен административен център на едноименната община Венес. Разположен е около река Умеелвен. Намира се на около 520 km на североизток от централната част на столицата Стокхолм и на 40 km на северозапад от главния град на лена Умео. ЖП възел. Населението на града е 4118 жители според данни от преброяването през 2010 г.